# Hugo Falkenheim (Literaturwissenschaftler)
Hugo Falkenheim (* 6. Juni 1866 in Berlin; † 21. Oktober 1935 in München) war ein deutscher Literaturwissenschaftler und Bibliothekar.

## Leben
Hugo Falkenheim war ein Sohn des jüdischen Kaufmanns Jakob Falkenheim und der Mathilde Cohn. Er trat 1892 zum Protestantismus über. 1894 heiratete er Aachen Rosa Jäger, sie hatten die Söhne Reinhold (1895–?) und Ernst (1898–1982).
Falkenheim studierte Philosophie in Heidelberg und wurde 1889 mit der Dissertation Die Entstehung der kantischen Ästhetik bei Kuno Fischer promoviert. Er war Privatgelehrter und veröffentlichte einige philosophische Schriften sowie Beiträge in den Kant-Studien und in den Preußischen Jahrbüchern. Er gab postum kommentierte Schriften von Kuno Fischer und von Friedrich Theodor Vischer heraus. 
Falkenheim war wissenschaftlicher Hilfsarbeiter an der Universitätsbibliothek München. Nach der Machtübergabe an die Nationalsozialisten fiel er als getaufter Jude unter das Gesetz zur Wiederherstellung des Berufsbeamtentums und wurde 1933 entlassen.

## Schriften
- Die Entstehung der kantischen Ästhetik.  Speyer & Peters, Berlin 1890. (Dissertation Heidelberg)Digitalisat
- Kuno Fischer und die litterarhistorische Methode. Speyer & Peters, Berlin 1892. Digitalisat
- Theobald Ziegler gegen Friedrich Vischer. Sonderabdruck aus dem Neuen Stuttgarter Tagblatt. Stuttgart 1894.
- Friedrich Theodor Vischer. Vortrag, gehalten bei der Vischer-Feier der Litterarischen Gesellschaft am 11. Nov. 1907. Dieterich, Göttingen 1907. (=Schriften der Litterarischen Gesellschaft zu Göttingen)
- Kuno Fischer: Über David Friedrich Strauß. Gesammelte Aufsätze. Vorwort von Hugo Falkenheim. Winter, Heidelberg 1908.
- Kuno Fischers Frühzeit. Sonderdruck aus: den Preußischen Jahrbüchern. Hrsg. von Hans Delbrück. Band 133, 2./3. Heft. Stilke, Berlin 1908, S. 322–345 und S. 501–514.
- Otto Liebmanns Kampf mit dem Empirismus. Reuther & Reichard, Berlin 1910.
- Friedrich Theodor Fischer: Goethes Faust. 2. Aufl. mit einem Anhang von Hugo Falkenheim. Cotta, Stuttgart und Berlin 1920.
- Hegel. In: Große Denker. Hrsg. von Ernst von Aster. Band 2. 2. verb. Aufl. Quelle & Meyer, Leipzig 1923, S. 201–247.
- Goethe und Hegel. Mohr, Tübingen 1934. (=Heidelberger Abhandlungen zur Philosophie und ihrer Geschichte 26)